# Cheval dans la mythologie nordique
Vous lisez un « bon article » labellisé en 2010.
Cette page contient des caractères spéciaux ou non latins. S’ils s’affichent mal (▯, ?, etc.), consultez la page d’aide Unicode.

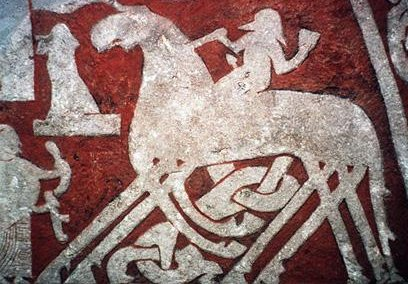
Cavalier sur la Pierre de Tjängvide, interprété comme étant Odin sur Sleipnir.

Le cheval dans la mythologie nordique est le plus important des animaux par son rôle, aussi bien dans les textes, Eddas et sagas, que dans les représentations et les cultes. Presque toujours nommé, le cheval est associé aux dieux Ases et Vanes, aux héros ou à leurs ennemis dans la mythologie nordique. Il dépasse le simple rôle de moyen de transport, puisqu'il est au centre de nombreux rituels de fécondité et de fertilité en relation avec le dieu Freyr. Étroitement associé à la cosmogonie des anciens germano-scandinaves et à une profonde symbolique d'inspiration chamanique, ce psychopompe se voit confier la charge d'emporter les morts au Walhalla. Le cheval tire le char du soleil et de la lune et éclaire le monde avec sa crinière. Il est lié à de nombreux éléments vitaux, tels que la lumière, l'air, l'eau et le feu. Le cheval mâle est par ailleurs nettement valorisé par comparaison à la jument.
Cette importance dans les textes fondateurs et les sagas reflète la grande valeur du cheval chez les peuples nordiques, comme l'attestent également les rituels liés à son sacrifice, à la consommation de sa viande ou à l'utilisation de parties de son corps, réputés apporter protection et fertilité. Ses ossements sont des instruments de magie noire dans les sagas. La diabolisation et la lutte contre les traditions et les rituels équestres, tels que l'hippophagie, est un élément capital dans la christianisation des régions de religion nordique, Germanie, Scandinavie et Islande.

## Généralités
En archéologie comme dans l'Edda de Snorri, le cheval est le premier animal par l'importance dans la mythologie nordique. Des chevaux sacrifiés et associés aux divinités font partie des plus anciennes découvertes archéologiques de ces régions. Les textes reflètent la société et les coutumes de l’époque, montrant clairement, selon Marc-André Wagner, que le cheval est considéré comme un « double de l'homme » et une « forme des puissances », tant dans les textes fondateurs, les rites que la mentalité des germains.
Cette place est due à une conception du monde basée sur la perception de la nature à l'origine des mythes. Le cheval (comme les dieux, les plantes et les hommes) y incarne des forces du cosmos et de la nature. En 1930, W. Steller postule l'existence d'un dieu-cheval germanique originel. La première étude véritablement consacrée au sujet est celle du norvégien Gutorm Gjessing, Hesten i forhistorisk kunst og kultus, en 1943 : il y développe l'idée que le cheval soit, dans la mythologie nordique, un symbole de fécondité très ancien en relation avec le dieu Freyr. Secondairement, il y voit un rapport avec le culte odinique de la mort guerrière.

## Le cheval dans les textes
Les sources écrites proviennent principalement de l’Edda en prose et de l’Edda poétique, mais aussi des sagas. Si elles ne contiennent pas toujours beaucoup d'éléments mythologiques, elles permettent d'avoir une idée précise des cultes rendus à cet animal et de son importance pour les anciens Germano-scandinaves, et par là même des raisons de sa place dans les textes fondateurs. Les Þulur, qui sont une forme d'énumération mnémotechnique dans l'Edda en prose de Snorri Sturluson, livrent un très grand nombre de noms de chevaux : Hrafn, Sleipnir, Valr, Lettfeti, Tjaldari, Gulltoppr, Goti, Soti, Mor, Lungr, Marr, Vigg, Stuffr, Skaevadr, Blakkr, Thegn, Silfrtoppr, Fakr, Gullfaxi, Jor, et Blóðughófi.

### Chevaux des dieux Ases

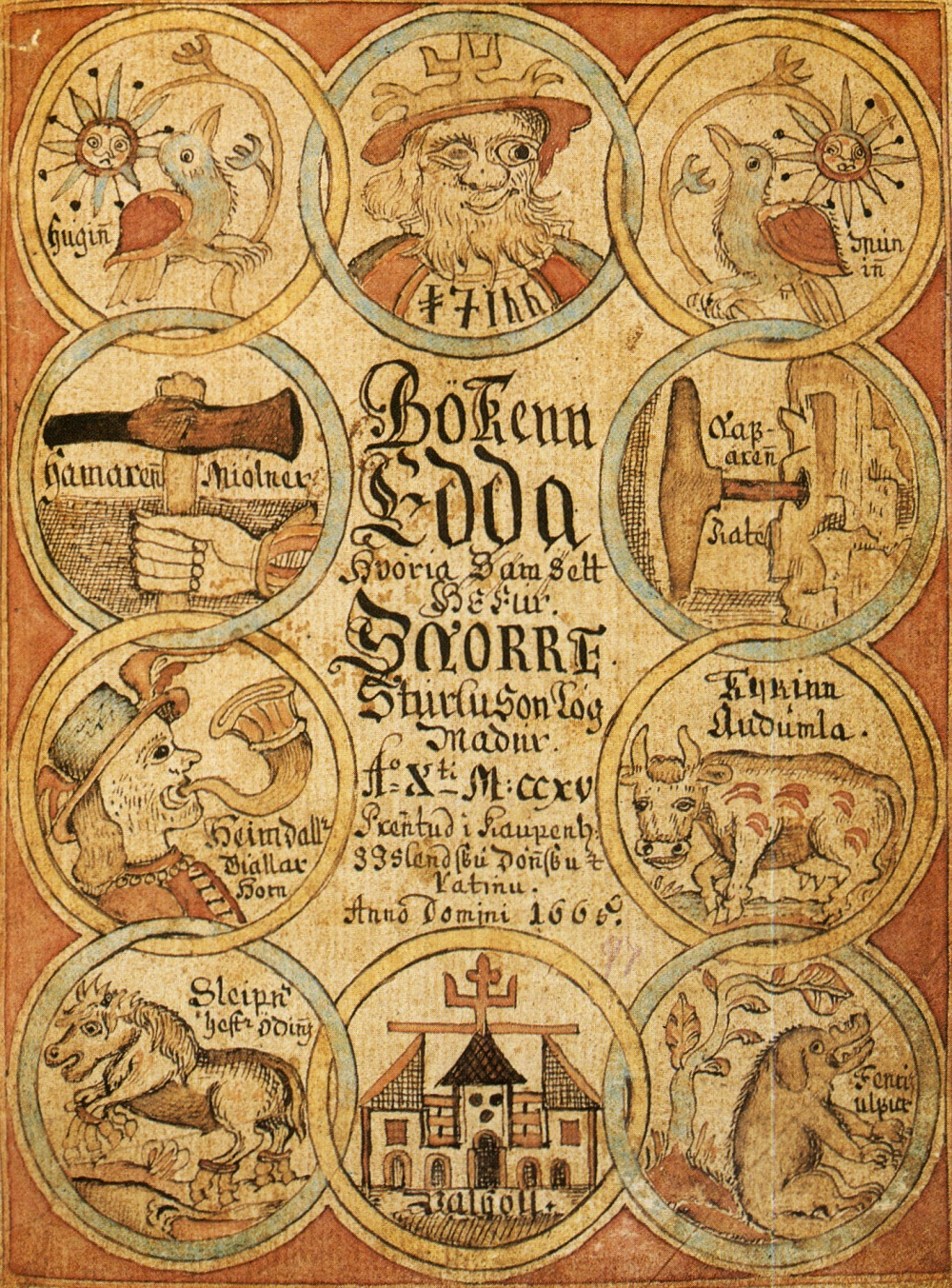
Première page du manuscrit ÍB 299 4to de lEdda en prose, montrant entre autres Odin, Heimdall et Sleipnir.

Les chevaux appartenant aux dieux Ases sont cités dans le Grímnismál (30) et dans la Gylfaginning (15). Gulltopp est attribué au dieu Heimdall dans Baldrs draumar, où le dieu monte cet animal à l'occasion du cortège funèbre pour célébrer l'incinération de Baldr,.

#### Dans leGrímnismál
Le poème eddique Grímnismál cite les noms suivants :
Glad et Gyllir,

Gler et Skeidbrimir,

Sillfrintopp et Sinir,

Gisl et Falhofnir,

Gulltopp et Lettfeti ;

Sur ces montures les Ases

Chevauchent chaque jour

Quand ils se rendent au conseil,

À la racine d'Yggdrasill.

— Grímnismál (30)

#### Dans leGylfaginning
La Gylfaginning, dans l'Edda en prose de Snorri Sturluson, reprend cette liste en y ajoutant Sleipnir « Celui qui glisse », le cheval à huit jambes d'Odin ; et Glen ou Glenr.

« Chaque jour, les Ases chevauchent sur le pont Bifröst, que l'on appelle aussi le pont des Ases. Voici les noms des montures des Ases : Sleipnir est le meilleur, il appartient à Odin et a huit jambes. Le second est Gladr, le troisième Gyllir, le quatrième Glenr, le cinquième Skeidbrimir, le sixième Silfrintoppr, le septième Sinir, le huitième Gisl, le neuvième Falhófnir, le dixième Gulltoppr, le onzième Léttfeti. Le cheval de Baldr a été brûlé avec lui ; et Thor marche jusqu'au jugement. »

— Gylfaginning (15)

#### Sleipnir

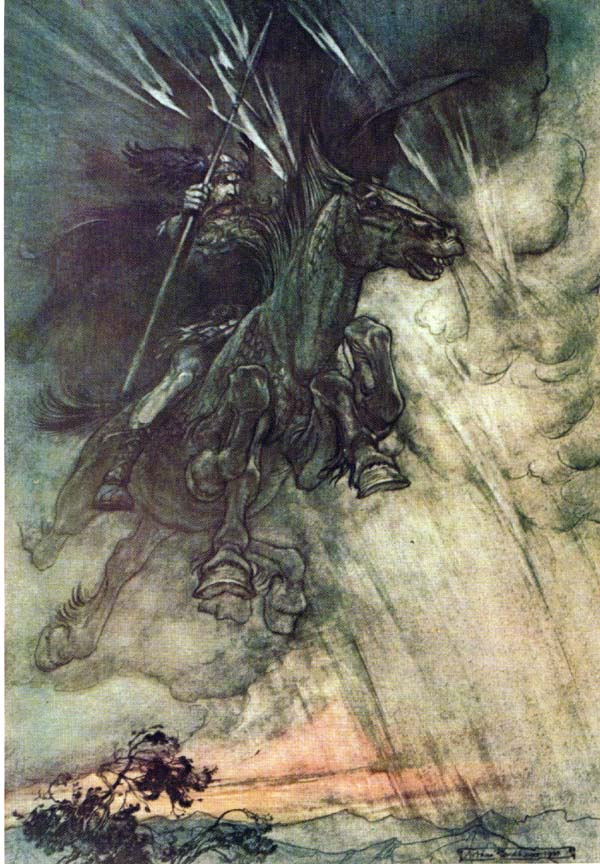
Odin et son cheval Sleipnir, d'après un dessin d'Arthur Rackham.

Sleipnir tient une place toute particulière dans les textes mythologiques puisqu'il est à la fois le cheval le mieux décrit et le plus souvent mentionné parmi ceux des Ases. Sleipnir signifie « planeur ». Il apparaît dans le Grímnismál, Sigrdrífumál, Baldrs draumar, Hyndluljóð, ou encore Skáldskaparmál. Cet animal à huit jambes est capable de se déplacer au-dessus de la mer aussi bien que dans les airs, il est le fils du dieu Loki et du puissant étalon Svaðilfari. « Meilleur de tous les chevaux » et plus rapide d'entre eux selon Snorri Sturluson, il devient la monture d'Odin qui le chevauche jusque dans la région de Hel et le prête à son messager Hermóðr pour accomplir le même voyage ; toutefois, le dieu s'en sert surtout pour traverser le pont Bifröst afin de se rendre à la troisième racine d'Yggdrasil, là où se tient le conseil des dieux. L’Edda en prose donne de nombreux détails sur les circonstances de la naissance de Sleipnir et précise, par exemple, qu'il est de couleur grise. C'est aussi l'ancêtre du cheval Grani.

### Autres chevaux divins et cosmogoniques

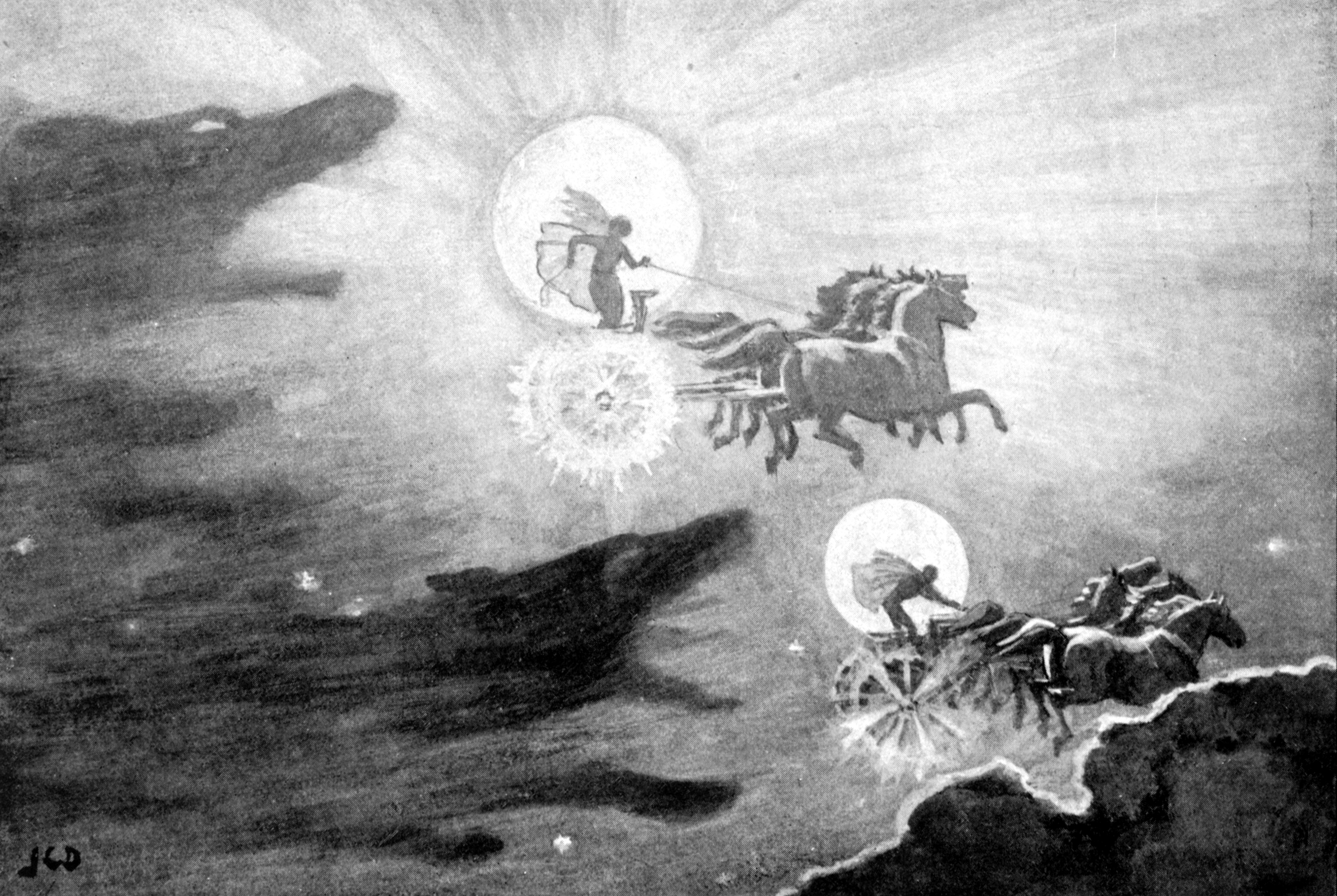
Les loups poursuivent le char de la lune,, et celui du soleil,, tiré par Árvakr et Alsviðr.

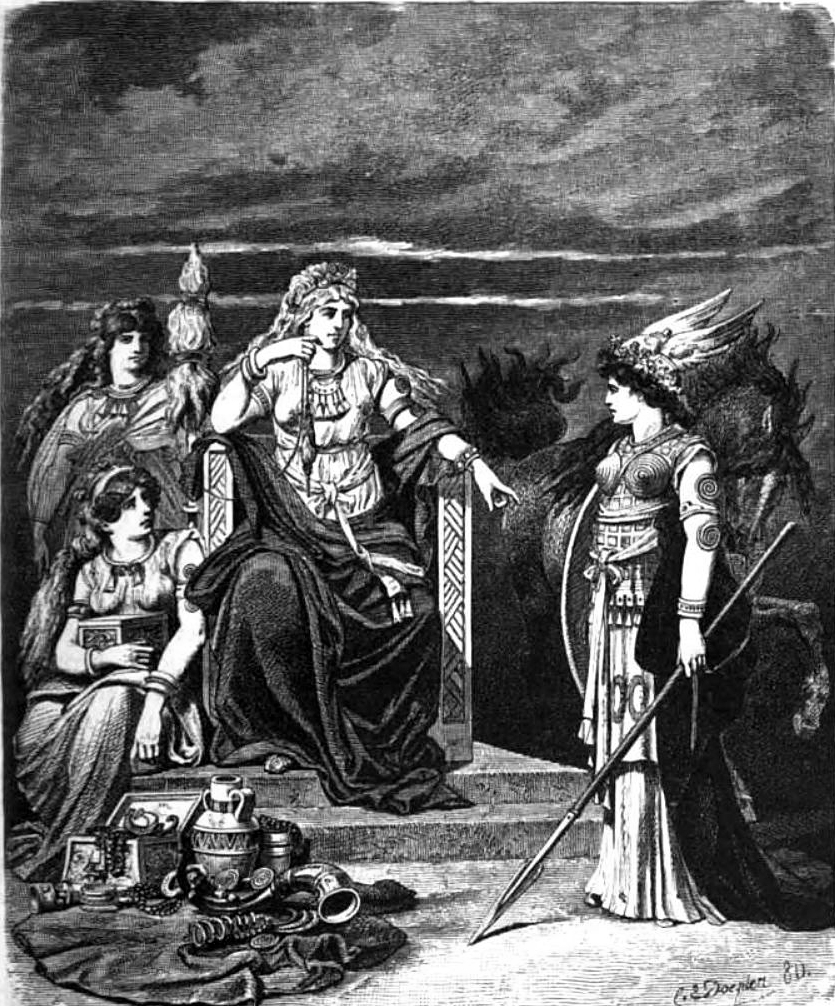
et son cheval Hófvarpnir, à côté du trône de Frigg. Illustration de 1882 par Carl Emil Doepler.

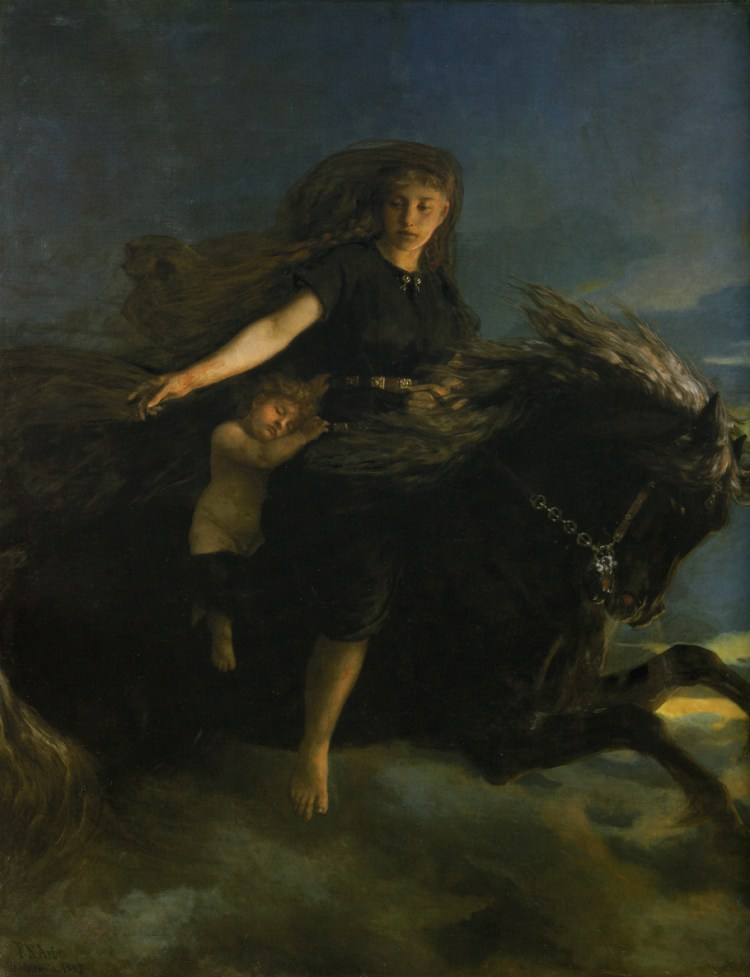
Nótt chevauchant Hrímfaxi, d'après une peinture de Peter Nicolai Arbo au XIXe siècle.

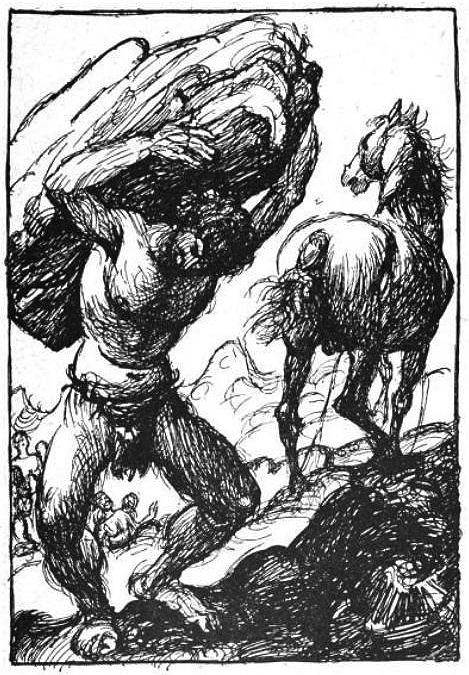
Le géant maître-bâtisseur et son cheval Svadilfari.

D'autres chevaux liés aux divinités ou jouant un rôle dans la cosmogonie sont mentionnés dans la mythologie nordique. Le Gylfaginning (35) dévoile l'origine de Sleipnir et mentionne longuement le cheval Svadilfari. Le cheval est aussi fréquemment l'objet d'admiration dans l’Edda poétique, sur sa forme et sa rapidité. On trouve ainsi des kennings comparant navires et chevaux, notamment dans l’Edda poétique, section du Chant de Sigurd, tueur de dragon (16). Árvakr et Alsviðr (« Tôt levé » et « Très rapide ») sont les deux chevaux qui tirent le char de la déesse Sól à travers le ciel chaque jour,, leur crinière émet la lumière du jour. Hrímfaxi et Skínfaxi (« Crinière de givre » et « Crinière brillante ») sont, selon Snorri Sturluson, deux autres chevaux cosmogoniques. L'un appartenant à la personnification de la nuit, Nótt, qui le monte durant la nuit, l'autre à celle du jour, Dag, qui chevauche donc durant le jour. Le premier bave de l'écume qui devient la rosée du matin, le second éclaire le monde avec sa crinière.
Dans les Þulur de l’Edda en prose, Blóðughófi, parfois anglicisé en Blodughofi « sabot sanglant», est un cheval capable de traverser le feu et les ténèbres, et appartenant à Freyr,. Dans le Skírnismál de l’Edda poétique, Freyr donne à Skírnir un cheval capable de courir à travers le feu jusqu'à Jötunheimr pour y rencontrer la géante Gerðr, l'animal n'est pas nommé mais il est très probable que ce soit Blóðughófi. Gullfaxi (« Crinière d'or ») est, dans le Skáldskaparmál (17), un cheval appartenant originellement au géant Hrungnir. Après avoir terrassé le géant, Thor l'offre à son fils Magni en récompense pour son aide.
Hófvarpnir « Celui qui lance ses sabots,, » ou « Celui qui donne des coups de sabot » est le cheval de la déesse Gná, capable de se déplacer dans l'air comme sur la mer. Mentionné dans l'Edda en prose, il est le fils de Hamskerpir et de Garðrofa « Briseur de clôtures ».
Je ne vole pas

Bien que je pense

Traverser les cieux

Sur Hofvarpnir

Celui que Hamskerpir eut

Avec Garðrofa

— Gylfaginning (35)
Jacob Grimm note que Gná n'est pas considérée comme une déesse ailée mais que sa monture Hófvarpnir pourrait avoir été un cheval ailé, à l'instar de Pégase dans la mythologie grecque.
John Lindow ajoute que Hamskerpir et Garðrofa sont totalement inconnus des autres sources de la mythologie nordique, et que s'ils avaient un mythe associé, celui-ci a pu ne pas survivre.
Svadilfari ou Svaðilfari « Celui qui fait de pénibles voyages, » ou « Celui qui fait de malheureux voyages » est l'étalon qui engendre Sleipnir avec Loki transformé en jument selon le Hyndluljód (40). Selon Snorri dans le Gylfaginning (42), il appartient au géant maître-bâtisseur et contribue à la construction d'Asgard.
Les chevaux des Valkyries sont décrits dans le Helgakvida Hjörvardssonar :
Quand les chevaux dressaient la tête, la rosée, de leurs crinières

tombait dans les vallées profondes

— Helgakvida Hjörvardssonar (28)
Cette description rappelle Hrimfaxi.

### Chevaux des héros et des sagas

Grani d'après une illustration de Fredrik Sander dans une édition suédoise de lEdda poétique en 1893.

On retrouve le cheval au premier plan dans les sagas et les récits héroïques de l’Edda poétique. Dans la saga suédoise des Ynglingar, le roi peut donner trois choses très précieuses qui sont, dans l'ordre : un bon cheval, une selle en or et un beau navire. Freyfaxi « Crinière de Freyr », est le cheval dédié au dieu Freyr, appartenant au protagoniste de la saga de Hrafnkell. Il avait fait serment que lui seul le monterait, et qu'il tuerait chaque personne qui essayerait de se hisser sur ce cheval. La rupture de ce serment est un élément majeur de l'intrigue de la saga. Quand le fils de son voisin monte Freyfaxi afin de récupérer ses moutons qui se sont enfuis, Hrafnkell reste fidèle à son serment et le tue.
Grani est un cheval gris descendant de la monture d'Odin, Sleipnir. Il est capturé puis chevauché par le héros Sigurd (ou Siegfried) dans la Völsunga saga (13) grâce aux conseils d'un vieil homme qui est en fait le dieu Odin déguisé. Ce cheval accompagne ensuite Sigurd dans toutes ses aventures. Grani possède des pouvoirs merveilleux, une grande force ainsi qu'une remarquable intelligence et le prouve notamment en franchissant le cercle de flammes qui entoure la valkyrie Brunehilde (27), puis en pleurant la mort de son maître auprès de Gudrun, la femme de celui-ci. Dans l'opéra de Richard Wagner, Der Ring des Nibelungen, Grane est le nom du cheval de Brunehilde. Goti, un autre cheval mentionné dans la légende de Sigurd, est la monture du frère de sang de ce dernier, Gunther. Goti se dérobe face au brasier qui entoure la valkyrie Brunehilde, obligeant Sigurd à prêter sa propre monture, Grani, à Gunther.

### Autres chevaux
Snorri Sturluson mentionne plusieurs chevaux appartenant à des rois et met en avant leur passion pour ces animaux de nombreuses fois. Selon Heimskringla, le roi norvégien Adils aime les coursiers généreux et nourrit les deux meilleurs de son temps. L'un est nommé Slöngvir, l'autre Hrafn. La jument qu'il a enlevée après la mort du roi Ala donne le jour à un autre destrier du même nom qu'elle. Adils fait présent de Hrafn à Godgest, roi de Heligoland, mais ce chef l'ayant montée un jour et ne pouvant l'arrêter, est désarçonné et tué en tombant.
Les rois Allrek et Kirek domptent des coursiers et surpassent tous les autres dans l'art de l'équitation. Ils rivalisent entre eux à qui l'emportera par son adresse comme cavalier ou par la beauté de ses montures. Un jour, les deux frères, entraînés par l'ardeur de leurs chevaux, ne reviennent plus. On ne trouve que leurs cadavres. Ils sont tombés victimes de leur passion favorite. D'autres traces de chevaux de la mythologie nordique se retrouvent dans le nom du héros anglais Hengist (signifiant « étalon ») et son frère Horsa, « cheval ».

### Analyse
Selon l'Edda en prose, seuls les dieux masculins possèdent des chevaux, les douze dieux Ases s'en partagent onze et Thor est le seul qui n'en possède pas, puisqu'il effectue le trajet sur le pont Bifröst à pied. Les dieux scandinaves, très « humanisés », semblent avoir les mêmes sujets de préoccupation que les hommes sur la terre, car un bon cheval est indispensable même pour un Dieu. La plupart des chevaux des Ases ne sont pas associés à une divinité en particulier, hormis Sleipnir et Gulltopp. Il n'existe aucune autre information écrite sur ces montures, mise à part celle qui est fournie par l'étymologie de leur nom.

#### Étymologie des chevaux des Ases
Plusieurs traductions des noms des chevaux des Ases à partir du vieux norrois ont en effet été proposées, notamment en français par Régis Boyer et François-Xavier Dillmann, en allemand par Rudolf Simek, et en anglais par John Lindow et Carolyne Larrington. Glad, ou Glaðr signifie « Joyeux,, » ou « Radieux, » ; Gyllir « Doré » ; Glær « Clair, » ou « Transparent, » ; Skeidbrimir ou Skeiðbrimir « Celui qui renâcle pendant la course, » ou « Celui qui s’ébroue pendant la course » ; Silfrintopp ou Silfrintoppr « Toupet d'argent » ou « Crinière d'argent » ; Sinir « Nerveux, » ; Gísl « Rayonnant,,,, » ; Falhófnir « Celui dont les sabots sont recouverts de poils,, » ou « Celui dont les sabots sont clairs, » ; Gulltopp ou Gulltoppr « Toupet d'or » ou « Crinière d'or », et Léttfeti « Pied léger ».

#### Mépris de la jument
Une caractéristique constante des textes de la mythologie nordique est le mépris envers la jument, ce qui explique la honte subie par Loki lorsqu'il se transforme en jument pour séduire Svadilfari, et enfanter Sleipnir. Ce mépris se retrouve dans le Skáldskaparmál, où Mokkurkálfi, l'homme d'argile conçu par les géants, possède un cœur de jument : effrayé, il s'urine dessus en apercevant Thor. Dans les sagas, la jument est un symbole d'homosexualité passive, la simple utilisation de ce nom pour désigner un homme devient une insulte. Cette particularité est à chercher dans la conception de la société germano-scandinave, plutôt patriarcale et guerrière. L'échange d'insultes du Helgakvida Hjörvardssonar met bien en relief le symbole de domination et de puissance que représente le phallus de l'étalon, face à la jument qui incarne une personne violée ou un homosexuel passif. Cette situation est à l'opposé de traditions antiques celtes et grecques de la « déesse-jument ». Freyja est associée à de nombreux animaux (chat, faucon) et parfois surnommée Jodis, « Dise-étalon », mais il n'existe aucune association de jument avec une divinité dans la mythologie nordique.

## Sources archéologiques et iconographiques
Le cheval est également présent dans les représentations artistiques des époques de la mythologie nordique. Durant l'âge du bronze, une gravure rupestre suédoise montre un personnage dont le phallus se termine par une tête de cheval, il pourrait être dédié à Odin ou Freyr et constitue la plus ancienne attestation connue du culte de fécondité dans ces régions. Une autre attestation possible, retrouvée à Faardal en Norvège, existe sous la forme d'une statuette féminine aux formes généreuses accompagnée d'un cheval à corps de serpent. Il s'agirait d'une divinité féminine de fécondité ou d'une prêtresse présidant à un culte de ce type avec le cheval.
Il est généralement admis que Sleipnir est représenté sur plusieurs pierres historiées de Gotland, vers le VIIIe siècle, notamment la pierre de Tjängvide et la pierre d'Ardre VIII. L'une des interprétations possibles de ces pierres de Gotland, en raison de leur forme phallique ou en trou de « serrure », est également le culte de la fécondité,. La présence de chevaux dans les textes des amulettes runiques renvoie à la même fonction.

### Char solaire de Trundholm

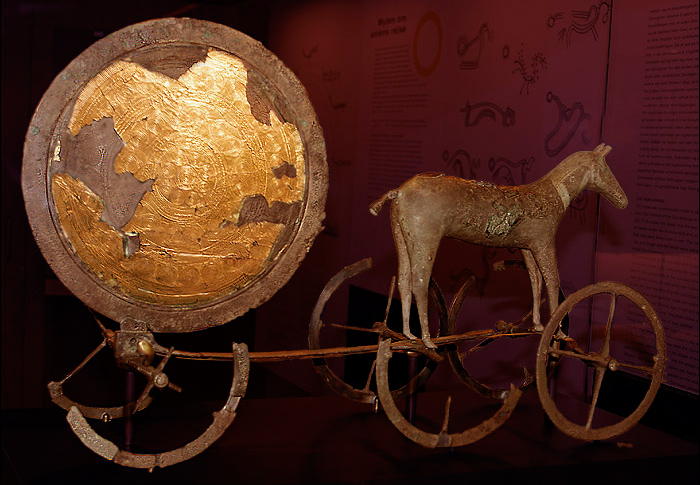
Le char solaire de Trundholm.

Preuve de la très ancienne association du cheval et du Soleil chez les peuples germano-scandinaves, un bronze antique nommé le « char solaire de Trundholm », représentant le Soleil tracté par un cheval et daté d'environ 1 400 ans avant notre ère, a été retrouvé au Danemark. L’animal tire l’astre pendant le jour (ou l’été), en opposition avec le bateau qu’il emprunte la nuit (ou l’hiver), selon un dualisme dont témoignent aussi les gravures rupestres de l’âge du bronze.

### Ehwaz
La rune Ehwaz est entièrement consacrée au cheval dans l'alphabet futhark, mais ce nom en lui-même n'est pas associé aux mythes équestres. Les formes des bractéates avec des chevaux semblent elles-mêmes sans rapport avec le texte qu'elles contiennent. Par contre, la rune « e » de « Ehwaz » est elle-même directement en rapport avec la fécondité, ce qui lie la rune aux rois, aux divinités et au domaine surnaturel plutôt qu'à une fonction guerrière.

## Symbolique

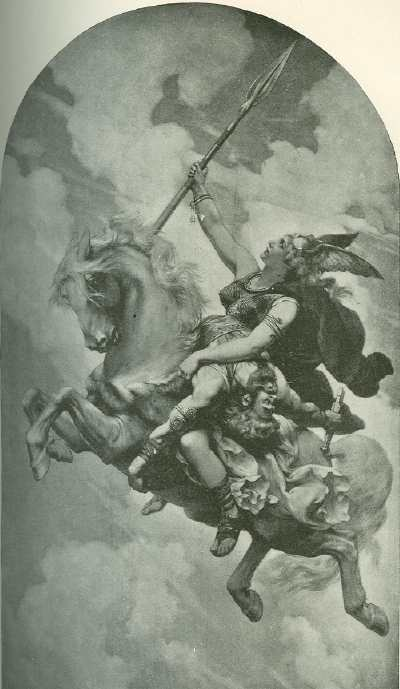
Une valkyrie d'après Émile Bayard (1837-1891).

Comme dans toutes les autres traditions, le cheval revêt des significations variables dans la mythologie nordique. Les anciens peuples scandinaves forment une civilisation cavalière et mystique, le chamanisme y tient une grande importance, il est naturel qu'ils attribuent de nombreux pouvoirs au cheval. Cet animal n'est foncièrement ni bon ni mauvais, puisqu'il est associé aux dieux comme aux géants, à la nuit (à travers Hrimfaxi) comme au jour. Le cheval est un médiateur central dans la société nordique, il pourrait avoir tenu une place intermédiaire entre animal sauvage et animal domestique, du fait que l'on devait encore trouver de grands troupeaux de chevaux sauvages, au moins jusqu'au Xe siècle. Il peut être monté pour franchir des plaines aussi facilement que des terrains montagneux, cette particularité a pu contribuer à lui donner sa place particulière dans les textes fondateurs.
Le psychiatre suisse Carl Gustav Jung, qui a réalisé plusieurs études sur la symbolique du cheval en psychanalyse, note une relation d'intimité entre le cavalier et son cheval dans les contes et les légendes. Le héros et sa monture lui « paraissent représenter l'idée de l'homme avec la sphère instinctuelle à lui soumise ». Les légendes attribuent au cheval des caractères qui reviennent selon lui psychologiquement à l'inconscient de l'homme, car les chevaux sont doués de clairvoyance, ont des facultés mantiques, voient aussi les fantômes. Le pied du cheval, souvent anthropomorphisé, relève une qualité symbolique importante et il le montre dans les moments critiques : lors de l'enlèvement d'Hadding, le pied de Sleipnir apparaît soudain sous le manteau de Wotan, par exemple, et Jung y voit l'irruption d'un contenu inconscient symbolisé. Il existe des parallèles entre les croyances celtes et viking. Dans la Laxdoela saga, écrite en Islande, le héros Kjartan (dont la grand-mère est irlandaise) refuse des chevaux blancs aux oreilles rousses. Dans la littérature celtique, il s'agit de la couleur des chevaux venus de l'Autre Monde.

### Véhicule et psychopompe
L'une des premières symboliques du cheval semble être, comme dans la plupart des religions, celle d'un véhicule dirigé par la volonté de l'homme, comme le montre Odin en chevauchant Sleipnir entre les neuf mondes. La rune raido, présente dans le futhark, signifie à la fois « chevauchée » et « voyage ». Dans sa thèse, Marc-André Wagner souligne que la notion de mouvement, dans le sens d'élan vital, est la plus fréquemment présente dans l'étymologie des termes équestres allemands. Le cheval est considéré comme le lien entre les deux mondes, celui des vivants et celui des morts, ce qui définit sa place d'animal sacré. Il ajoute que les interventions du cheval comme guide de l'âme des morts (psychopompe) sont nombreuses dans les textes, en particulier quand Hermodr se rend chez Hel à cheval.
Carl Gustav Jung, qui note lui aussi le côté psychopompe de Sleipnir et des montures des Valkyries, voit le cheval comme l'un des archétypes les plus fondamentaux des mythologies, proche du symbolisme de l'arbre de vie. Comme ce dernier, il relie tous les niveaux du cosmos : le plan terrestre où il court, le plan souterrain dont il est familier, et le plan céleste. Ulla Loumand cite Sleipnir et le cheval volant Hófvarpnir comme des « exemples premiers » de chevaux intermédiaires entre la terre et le ciel, entre Ásgarðr, Miðgarðr et Útgarðr, entre le monde des mortels et le monde souterrain dans la mythologie nordique. Cela fait du cheval le meilleur animal pour guider les morts durant leur voyage vers l'autre monde, sa toute première qualité étant la mobilité.

### Vie et fécondité
L'association du cheval aux cultes phalliques remonte peut-être, selon Jean Clottes et André Leroi-Gourhan, à la préhistoire indo-européenne, ce culte n'est attesté dans l'espace germanique qu'à l'âge du bronze, d'autres animaux étant également impliqués. Comme symbole phallique, le cheval (uniquement le mâle) est symbole de domination sexuelle et de pouvoir fécondant. Chez les dieux Vanes, le cheval apparaît comme un être qui maintient et conserve la vie. Cette association recouvre également la notion d'énergie sexuelle, présente de nos jours dans l'étymologie germanique.

### Mort
Le cheval est associé de multiples façons à la mort : il l'annonce, la donne et protège le défunt. Cette symbolique est à replacer dans le contexte plus vaste de la vision de la mort à l'époque du paganisme nordique, vue comme partie d'un tout et d'un cycle, en association avec l'hippomancie, divination à l'aide du cheval. De nombreux chevaux sont servants ou présages de la mort. La saga de Vatnsdœla raconte que Thorkell Silfri rêve d'un cheval rouge. Sa femme y voit une menace de mort à venir, car « ce cheval s'appelle Marr, et marr est l'esprit tutélaire (la fylgja) d'un homme ». Thokell Silfri meurt peu après. Dans la saga des Sturlungar, Sighvatr Sturluson rêve que son cheval Fölski entre dans la salle où il se trouve, dévore toute la nourriture et les assiettes, et demande pourquoi il n'a pas été invité. Régis Boyer l'interprète aussi comme un présage mortuaire. Dans la Svarfdœla saga, écrite vers 1300, Klaufi, qui a été assassiné, réapparaît montant un cheval gris attelé dans les airs et présage la mort de son cousin, qui ne manque pas de se réaliser.

### Feu et lumière
Les chevaux sont également liés à la symbolique du feu et de la lumière, et par extension à celle de l'éclair ; ainsi, Siegfried saute par-dessus le brasier Waterlohe qui entoure Brunehilde « monté sur Grani, le cheval du tonnerre, qui descend de Sleipnir et qui seul ne se dérobe pas au feu », dit Carl Gustav Jung. La monture de Freyr est capable de traverser le feu. Le cheval s'occupe fréquemment de tirer le soleil et d'éclairer le monde : Skinfaxi éclaire le monde avec sa crinière de lumière, Árvak et Alsvid tirent le char du soleil.

### Eau
Les anciens Scandinaves de la Baltique et de la mer du Nord avaient également mis en avant un lien étroit entre le cheval et l'eau, ils seraient même être selon Marlene Baum le premier peuple à l'avoir fait. Cette association apparait au travers de kenning comme « cheval des vagues », qui désignait les plus longs bateaux utilisés par les Vikings.

### Air

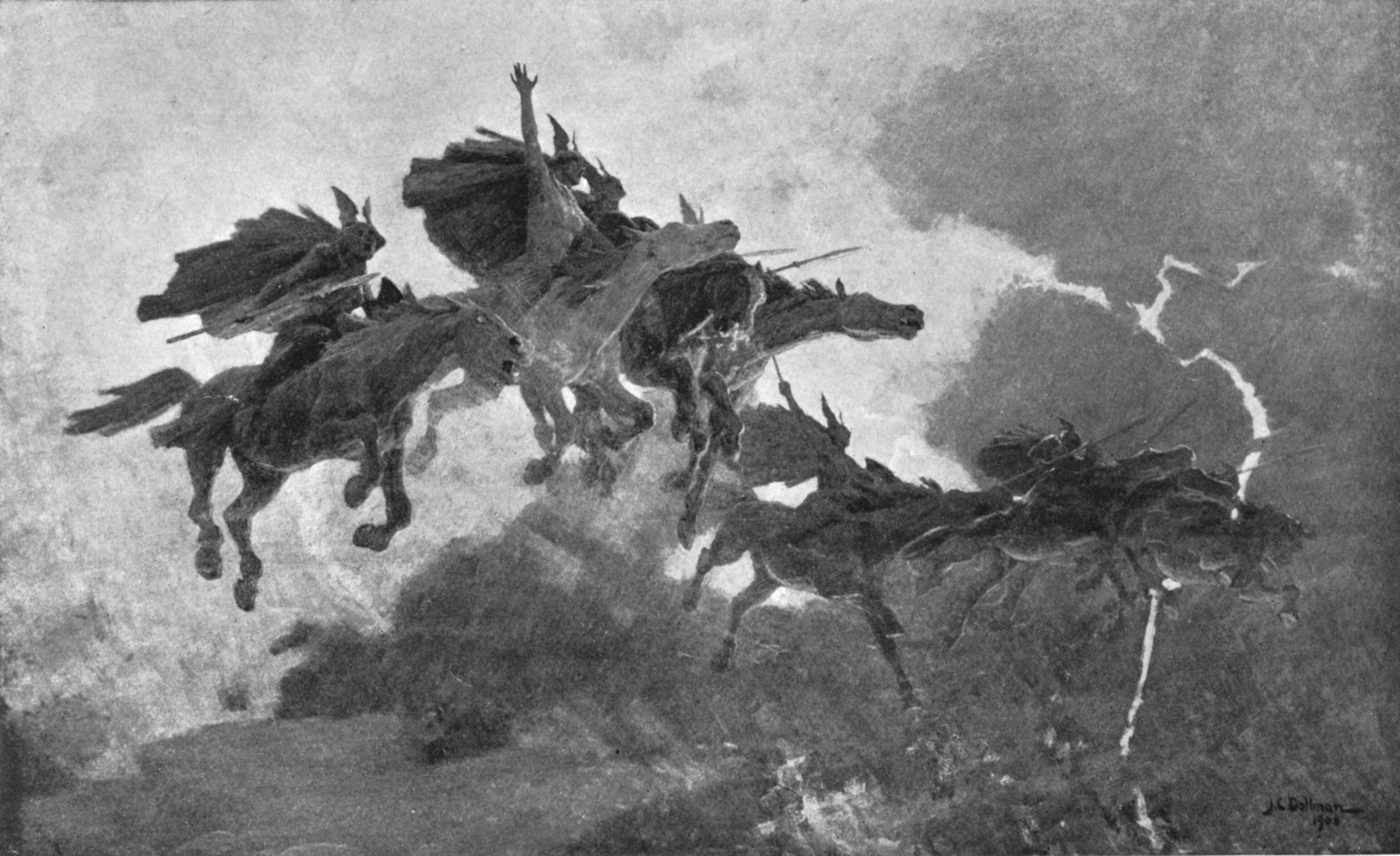
La chevauchée des valkyries, sur leurs chevaux de nuage.

Le symbolisme aérien du cheval est mis de nombreuses fois en avant, notamment à travers Sleipnir, à qui ses huit pieds permettent de courir sur terre comme dans les airs, et qui possède aussi un lien particulier avec le vent et par extension, avec la vitesse, Carl Gustav Jung voit dans Sleipnir une « pulsion d'angoisse, mais aussi une pulsion migratoire, le symbole du vent qui souffle sur les plaines et invite l'homme à fuir son domicile », et les nuages étaient décrits comme les chevaux des valkyries.

## Le cheval dans les cultes

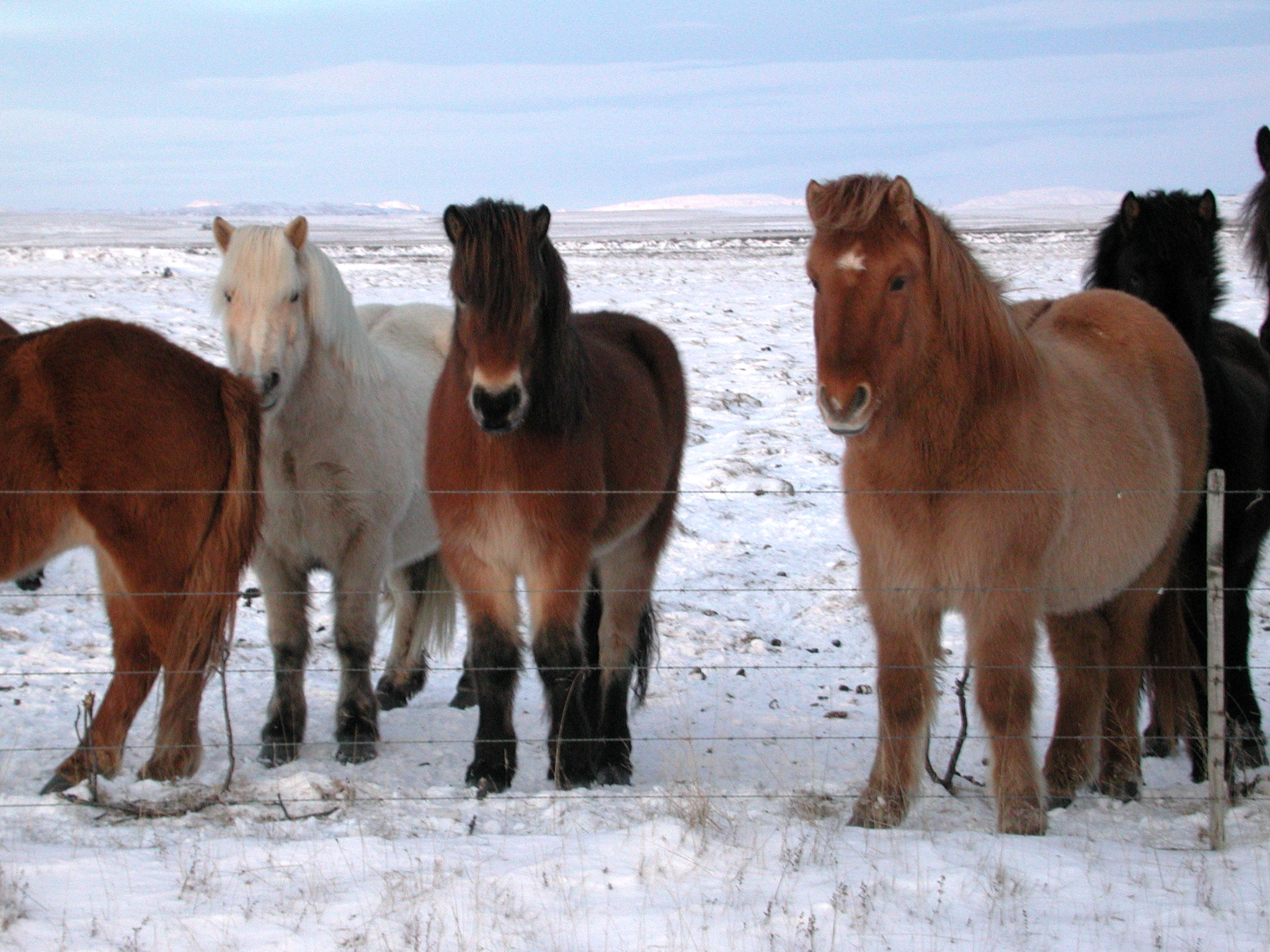
Le cheval islandais moderne n'a pas subi de croisements étrangers depuis l'an mil, on le croit de ce fait très proche des montures des anciens Scandinaves.

Avant la christianisation, le cheval est au centre de nombreuses pratiques cultuelles. La grande majorité sont en relation avec le maintien de la fertilité. Considéré comme un lien entre les esprits de la terre, la terre elle-même, et les hommes, selon Marc-André Wagner, le cheval incarne le cycle vital cosmique et son sacrifice régulier vise à l'entretenir. Sa tête révèle un lien étroit avec la notion de royauté et comme incarnation du principe fécondant. Le crâne du cheval est utilisé dans des rituels apotropaïques.

### Cultes de fertilité
La grande majorité des cultes équins sont des rites agraires de fécondité et de fertilité, le cheval éclipsant largement les autres animaux dans ce rôle. Les témoignages archéologiques sont rares, mais les multiples formes de survivance dans les traditions rurales germanique attestent de leur existence à des époques plus anciennes. La plupart de ces rites montrent une relation étroite avec le dieu Freyr. Selon le Flateyjarbók, le roi Óláfr découvre un sanctuaire païen à Trondheim, en Norvège, avec des chevaux consacrés au dieu et destinés à des sacrifices, qu'il est interdit de monter. Une autre preuve de cette association figure dans la saga de Hrafnkell, où Freyfaxi (« crinière de Freyr ») est consacré au dieu.

#### Sacrifice de fécondité

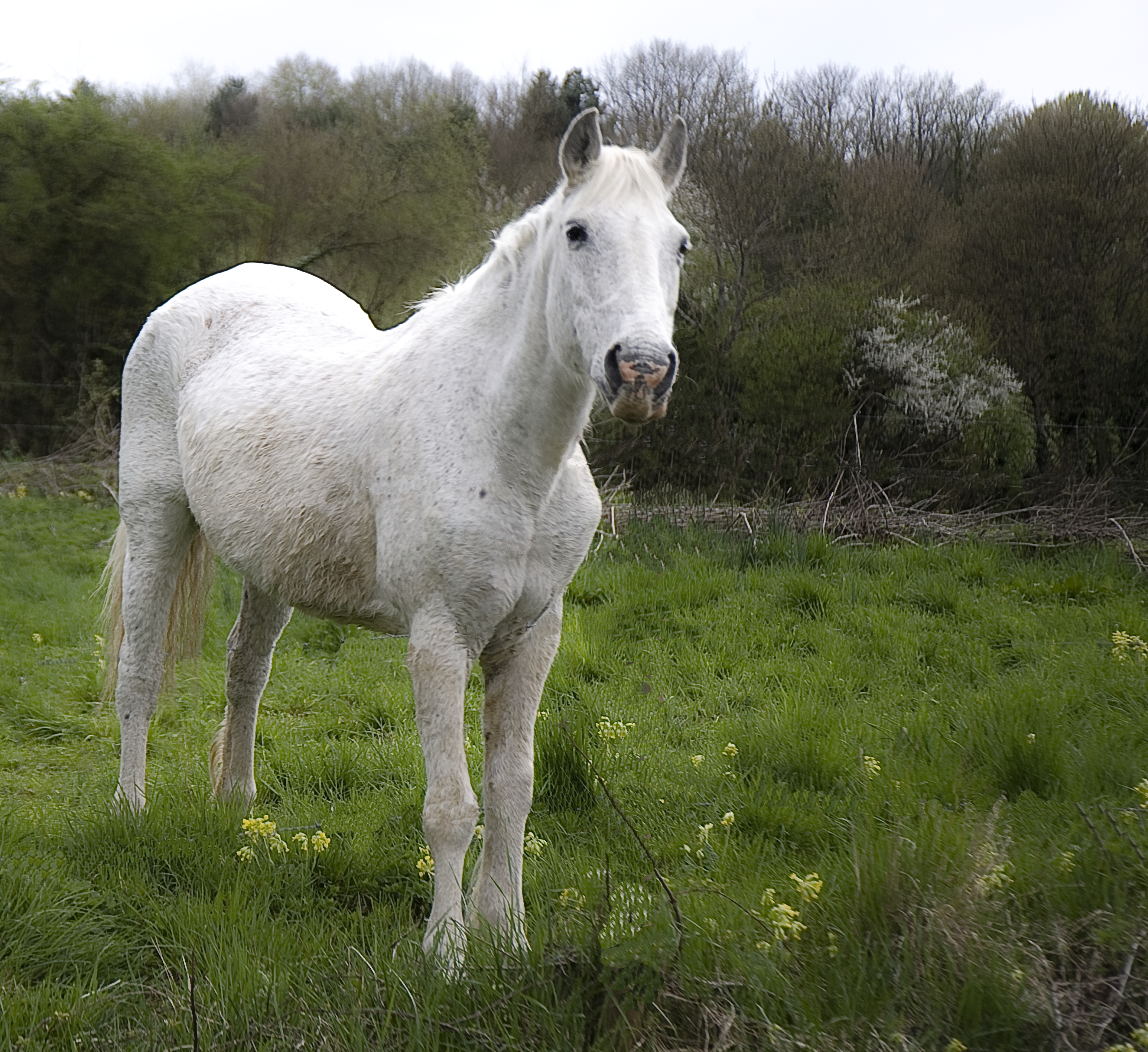
Les chevaux blancs sont fréquemment sacrifiés.

Le cheval est traditionnellement sacrifié lors de rituels de protection et de fertilité, sa viande est ensuite consommée. La force de cet animal, considéré comme un génie de la fécondité, est censée se transmettre à son propriétaire ou à son bourreau. Les Vikings continentaux de Gern effectuent des sacrifices de chevaux blancs et en consomment régulièrement la viande.

#### Völsa þáttr
Le Völsa þáttr, un texte du XIVe siècle, dévoile une étroite association du cheval avec cet ancien culte de la fertilité. Un couple de fermiers de Norvège prépare son cheval pour le manger après sa mort, selon la coutume païenne. Ils gardent le pénis de l'animal en le considérant comme un dieu (c'est une présentation partiale, l'objet étant en réalité une offrande à Mörnir). Chaque soir, le pénis passe de main en main et chacun récite une strophe incantatoire, jusqu'au jour où le roi Óláfr en entend parler et convertit tout le foyer au christianisme. Régis Boyer et d'autres spécialistes pensent que le Völsa þáttr témoigne de « pratiques rituelles fort anciennes », et souligne le caractère sacré du cheval, que de nombreuses autres sources confirment, ainsi que son association avec Freyr,. Il semblerait que la préservation et la vénération du pénis de l'animal ait été courante jusqu'à la christianisation (perdurant notamment en Norvège jusqu'au XIVe siècle), et que le sexe lui-même ou bien la divinité à laquelle il est offert soient des pourvoyeurs d'abondance et de fertilité, dans le cadre d'un rite agraire de régénération de la nature. La puissance de fécondation attribuée au cheval influe, selon cette croyance, la croissance de la végétation.

#### Combat d'étalons
La pratique islandaise du combat d'étalons est documentée dans les sagas. Dans ce divertissement brutal, Régis Boyer voit une possible survivance inconsciente du culte de Freyr. Ces combats ont perduré dans toute la Scandinavie jusqu'au XIXe siècle et un témoignage ethnologique y lie un rite de fertilité.

### Culte funéraire
Les trouvailles archéologiques, notamment en Islande au Xe siècle, laissent à penser que le cheval joue un rôle important dans les pratiques funéraires : on trouve mention de chevaux doués de pouvoirs fabuleux dans les textes fondateurs, aussi bien au Valhöll qu'à Hel, ce qui confirme ce statut d'animal psychopompe. Les chevaux retrouvés enterrés en Islande semblent le plus fréquemment l'être individuellement avec leur maître, parfois sellés et bridés, sans doute pour pouvoir emporter ce dernier vers le Valhalla. Bien qu'il ne soit pas certain que le cheval ait été l'animal le plus fréquemment sacrifié rituellement chez les anciens Scandinaves, tout prouve qu'un grand nombre d'entre eux ont été sacrifiés et consommés lors de fêtes funéraires.

### Chamanisme et sortilèges

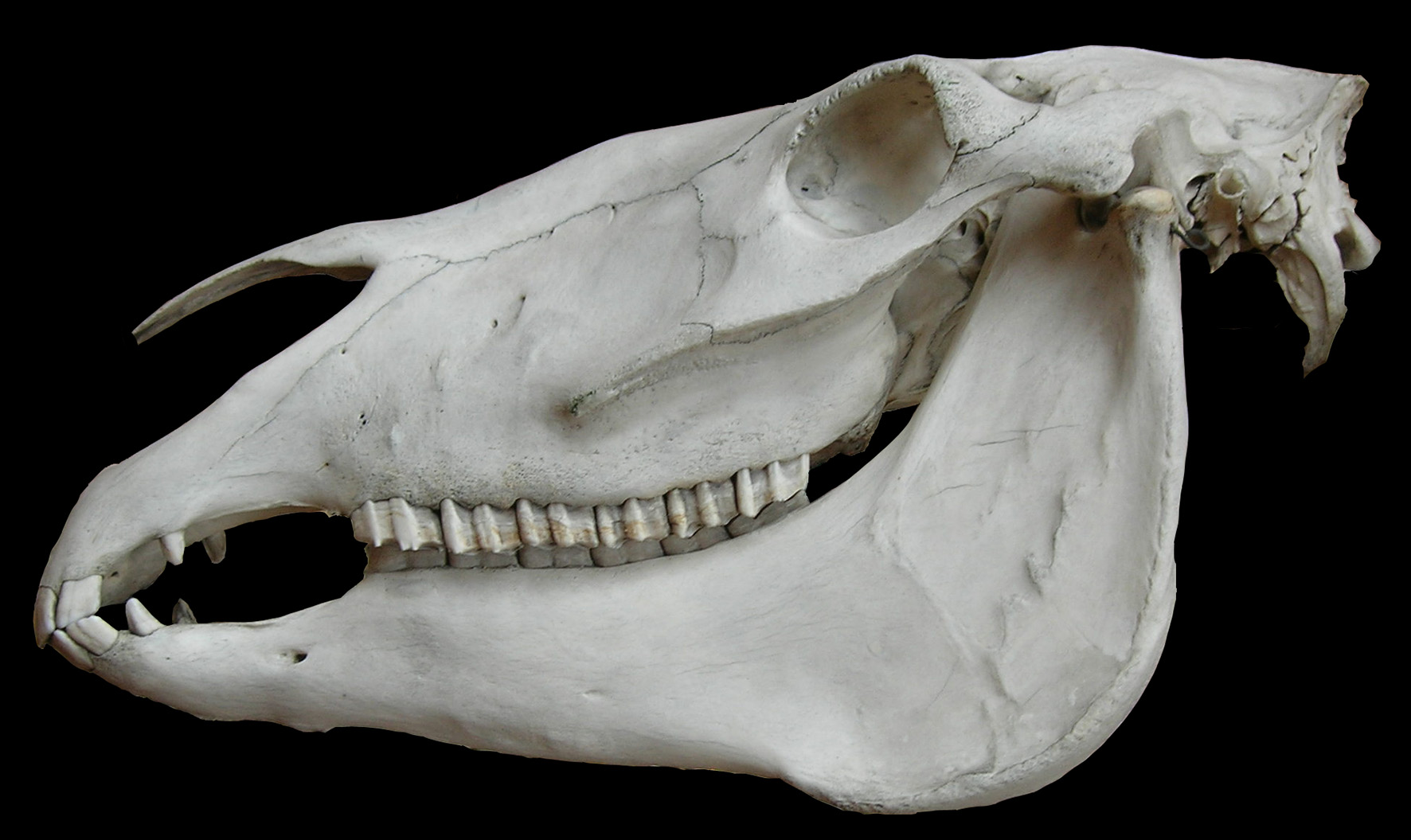
Crâne de cheval

Le cheval est l'animal du chamanisme, il est l'instrument des transes et un masque lors de rituels initiatiques, mais aussi un démon de la mort et un instrument de magie noire à travers ses ossements. Le niðstöng est, selon la saga d'Egill, un pieu dans lequel on enfonce le crâne d’un cheval, que l'on oriente ensuite en direction de la victime en prononçant une malédiction. La signification exacte du niðstöng semble cependant difficile à établir. La Vatnsdæla saga mentionne elle aussi un pieu avec une tête de cheval. Ces rites n'ont pas été repris par les mouvements néopaganistes tels que l'Asatru.

### Mariage sacré et royauté
Des fragments d'informations laissent à penser que le sacrifice du cheval blanc est pratiqué dans le cadre du mariage sacré. Dans le Heimskringla, la saga de Haakon Ier de Norvège raconte qu'il doit boire un bouillon comportant la chair d'un cheval sacrifié rituellement. Cette histoire s'accorde avec la perception germanique du cheval symbole de souveraineté, et avec la nécessité, pour le roi, d'être rituellement lié à son royaume. Les rites de fertilité et d'abondance sont une manière, pour le souverain, de veiller à la bonne santé des terres sur lesquelles il règne.

### Christianisation
Lors de la christianisation de la Germanie et des pays scandinaves, tous les rites et traditions liés au cheval sont combattus par les autorités chrétiennes afin de favoriser la conversion religieuse des peuples. La consommation de viande de cheval après le sacrifice de l'animal est, selon de nombreux spécialistes comme Ulla Loumand et François-Xavier Dillmann, une coutume que les évangélisateurs de la Germanie, de la Scandinavie et de l'Islande tentent d'éradiquer. L'interdiction de l'hippophagie est prononcée par le pape Grégoire III en 732, qui la dénonce comme une « pratique immonde ». En Islande, l'une des premières interdictions promulguées par l’Église est celle de l'hippophagie. Le Pape a d'abord exigé des populations locales devenues chrétiennes qu'elles abandonnent cette pratique assimilée au paganisme, avant de revenir sur cette exigence et de la tolérer. Les rituels liés aux offrandes funéraires du cheval sont également interdits, parallèlement, l'animal est éliminé hors de la sphère religieuse, comme le prouve l'interdiction des défilés et des rogations à cheval.

#### Diabolisation du cheval
Le cheval qui, pendant toute l'époque païenne et principalement chez les anciens Germains, était considéré comme sacré et d'essence divine, revêt un caractère démoniaque et maléfique. L'église chrétienne fait considérer comme des démons les dieux qui étaient vénérés. Selon Jacob Grimm, le peuple n'a pas abandonné si rapidement la croyance aux anciens dieux. Ils leur assignent une autre place, et, sans les oublier tout à fait, les cachent pour ainsi dire derrière le nouveau Dieu. Odin vient à la tête de sa chasse sauvage, plus tard, il est substitué peu à peu par le Diable dans la croyance populaire. Parmi les animaux, le cheval est principalement consacré à Odin. Le peuple attribue ensuite au diable le cheval d'Odin ; il croit qu'il peut tantôt, ainsi que ses adeptes, en prendre la forme ; que tantôt, dans certaines circonstances, il peut changer l'homme en cheval, pour se faire transporter par lui. La christianisation et les luttes contre les pratiques païennes liées au cheval aboutissent à une modification de sa symbolique chez les peuples de l'ancienne religion nordique. Le cheval est associé au péché dans les prédications des clercs, bien que sa valorisation reste positive dans les bestiaires mystiques. La croyance aux vertus apotropaïques et bénéfiques du cheval perdure, notamment à travers l'organothérapie, mais l'animal acquiert une image sombre et négative, comme le prouvent les chevaux mentionnés dans le folklore scandinave et germanique, tels que le Helhest danois qui répand la pestilence, le Schimmel Reiter allemand qui détruit les digues pendant les tempêtes, ou encore le Bäckahäst suédois qui noie les cavaliers qui l'enfourchent.

## Représentations dans l'Art
Sleipnir est représenté sur plusieurs anciens parchemins islandais, du XVIIIe siècle notamment. Au XIXe siècle, les chevaux de la mythologie nordique figurent dans les œuvres du peintre norvégien Peter Nicolai Arbo.

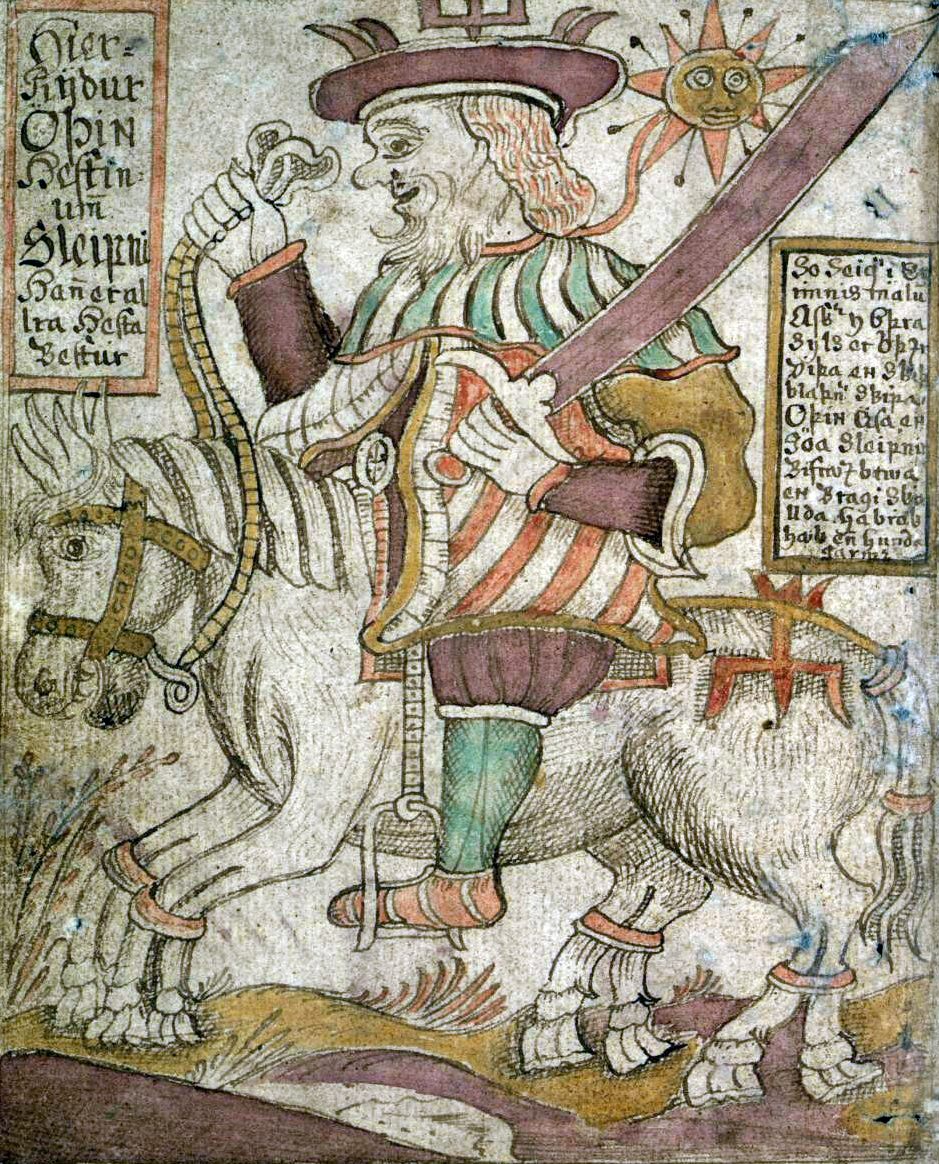
Manuscrit islandais du XVIIIe siècle SÁM 66, illustrant Odin et Sleipnir ; maintenant en possession de l'Institut Árni Magnússon en Islande.
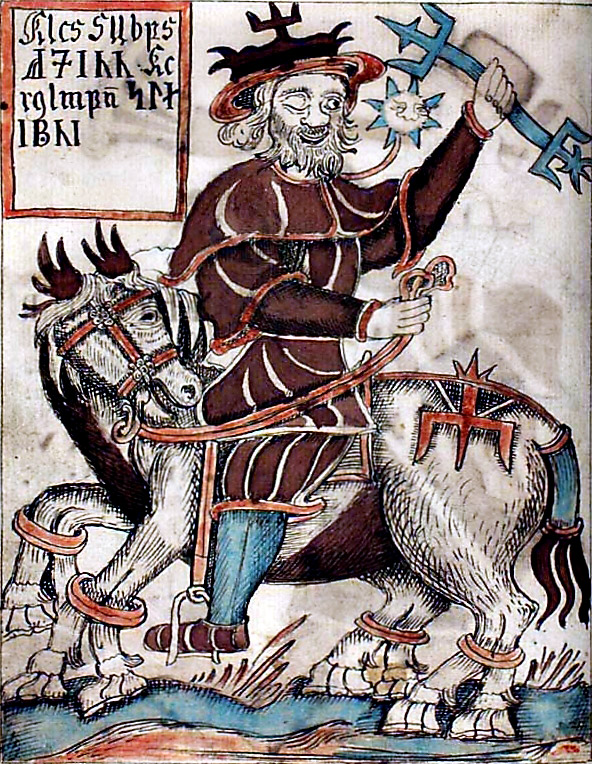
Une illustration d'Odin chevauchant Sleipnir, dans un manuscrit islandais du XVIIIe siècle de l'Edda en prose, source Danish Royal Library.
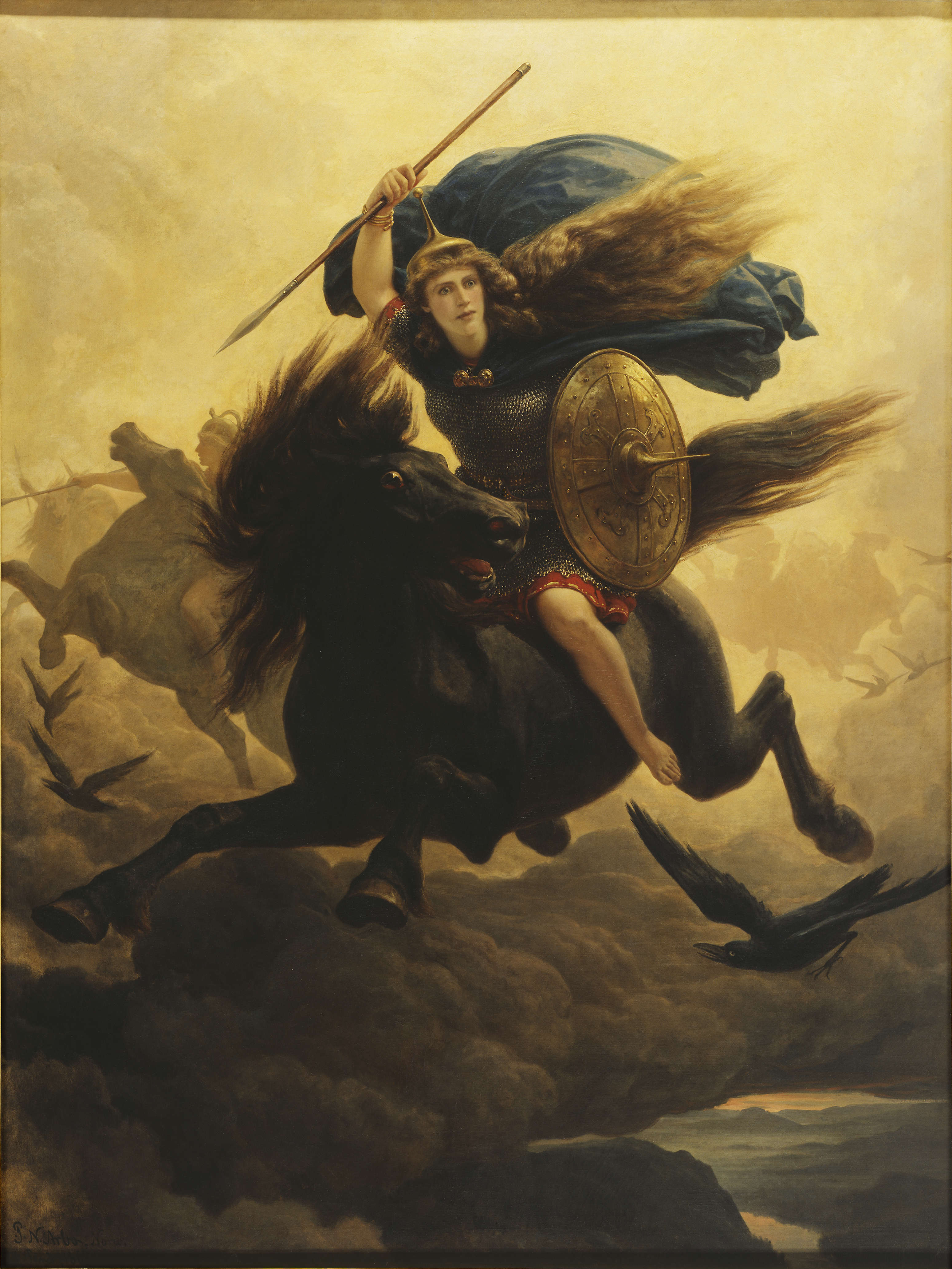
Les valkyries sur leurs chevaux de nuage, par Peter Nicolai Arbo.
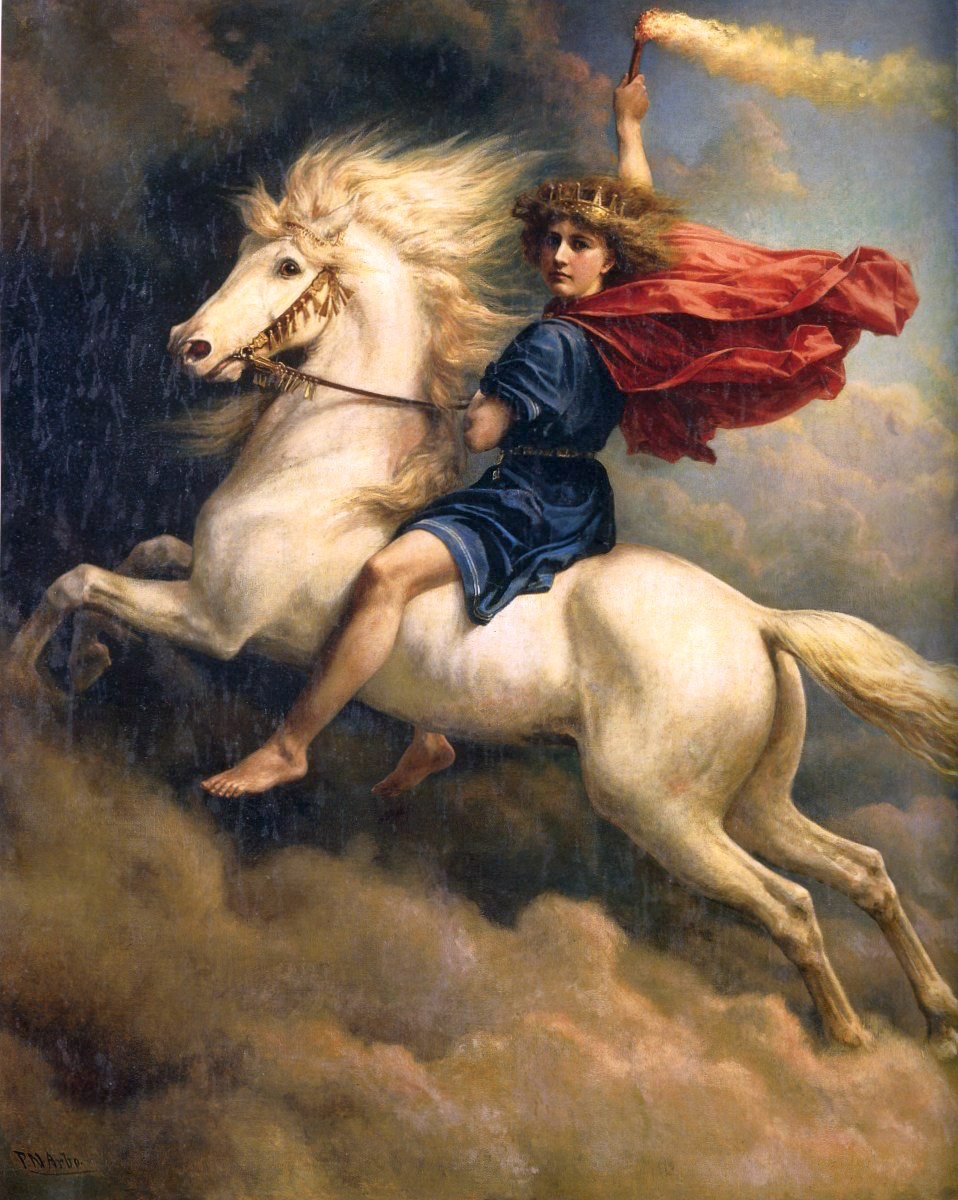
Dag chevauchant Skínfaxi, par Peter Nicolai Arbo.

## Survivance dans le folklore
Des noms de lieux dans les régions nordiques font référence au cheval, comme les deux îles Hestur et Koltur, dont les noms signifient respectivement « cheval » et « poulain ». On retrouve trace des cultes équins de fécondité dans le folklore allemand avec le Schimmelreiter, en Suède avec les Julhäst, ou chevaux de Jul (gâteaux de forme équine confectionnés traditionnellement à la période de Noël), en Alsace avec les cavaliers de la Pentecôte, et un peu partout avec la survivance d'offrandes agraires, de bénédictions et de courses de chevaux vers Noël ou en mai, pour célébrer l'arrivée de l'été. Olaus Magnus décrit une joute équestre célébrant le 1er mai et la victoire de l'été contre l'hiver. L'utilisation apotropaïque de parties du corps du cheval (crâne, tête entière sur les poutres des maisons, placenta de la jument, peau) pour entretenir la fécondité perdure longtemps après la christianisation, jusqu'au début du XXe siècle. Jacob Grimm remarque la tradition de Basse-Saxe consistant à décorer la charpente du toit de tête de chevaux en bois, notant qu'elles protègeraient du mal : la même se retrouve à Hambourg, Reichenau (au Xe siècle), Vindaus (Norvège) et dans toute la Scandinavie à l'époque Viking. Selon Marc-André Wagner, ces traditions populaires reflètent probablement bien les cultes équins du paganisme nordique.
Selon Jacob Grimm, la déesse des enfers, Hel possédait une monture « à trois jambes » dont on retrouve survivance dans le folklore danois à travers le Helhest, ou « cheval à trois pieds de l'enfer » qui va dans les cimetières chercher les morts et répand la pestilence. Cependant, Régis Boyer assure qu'il n'y a pas de trace de cette monture dans les sources de la mythologie nordique, et qu'elle relève essentiellement du folklore.
Selon le folklore islandais, Sleipnir est le créateur du canyon d'Ásbyrgi, qu'il a fait apparaître d'un coup de sabot en lui donnant sa forme de fer à cheval. Cet animal semble le seul parmi les chevaux de la mythologie nordique à avoir survécu sous son nom propre, en tant que monture d'Odin pendant la chasse sauvage. Dans le Mecklembourg, au XVIe siècle, un chant populaire accompagne les moissons en dédiant la dernière gerbe ramassée au cheval de Wodan. James George Frazer relève aussi de nombreuses relations du cheval avec l'« esprit du blé »

## Culture populaire
Les mythes nordiques équins et leur symbolique sont abondamment repris dans la culture populaire. Ces chevaux ont probablement inspiré Tolkien pour créer la cavalerie fictive de la terre du milieu. Gripoil (« Shadowfax » en anglais) est en effet très proche de Sleipnir, tant symboliquement qu'étymologiquement. Les noms des chevaux des seigneurs du royaume de Rohan ressemblent aussi à ceux de la mythologie nordique.